# Lê Ngọc Hân (chính khách)
Lê Ngọc Hân (sinh ngày 1 tháng 9 năm 1950) là một chính trị gia người Việt Nam. Ông từng là Chủ tịch Hội đồng nhân dân tỉnh Thanh Hóa nhiệm kì 2004-2011, đại biểu Quốc hội Việt Nam khóa XII nhiệm kì 2007-2011 thuộc đoàn đại biểu tỉnh Thanh Hóa.

## Xuất thân
Ông sinh ngày 1 tháng 9 năm 1950, quê quán ở xã Thiệu Giao, huyện Thiệu Hóa, tỉnh Thanh Hóa.

## Giáo dục
Ông có bằng cử nhân kinh tế, và trình độ chính trị cử nhân chính trị.

## Sự nghiệp
Ông gia nhập Đảng Cộng sản Việt Nam vào ngày 01/12/1979.
Ông từng là đại biểu Quốc hội Việt Nam khóa XII nhiệm kì 2007-2011 thuộc đoàn đại biểu tỉnh Thanh Hóa, Phó Bí thư thường trực Tỉnh ủy, Chủ tịch Hội đồng nhân dân, Uỷ viên Uỷ ban Kinh tế của Quốc hội, Trưởng Đoàn ĐBQH tỉnh Thanh Hóa.
Ngày 15 tháng 2 năm 2008, tại kỳ họp thứ 10, HĐND tỉnh Thanh Hóa khóa XV, ông được bầu làm Chủ tịch Hội đồng nhân dân tỉnh Thanh Hóa với 97,82% số phiếu. Lúc này ông đang là Phó Bí thư Tỉnh ủy Thanh Hóa.
Sáng 6-12-2010, tại hội trường lớn của tỉnh Thanh Hóa ở 25B - TP Thanh Hóa, Kỳ họp thứ 18, HĐND tỉnh Thanh Hóa khóa XV đã diễn ra. HĐND tỉnh Thanh Hóa đã đồng ý cho ông Lê Ngọc Hân thôi giữ chức Chủ tịch Hội đồng nhân dân tỉnh Thanh Hóa để nghỉ hưu theo chế độ bảo hiểm xã hội.